# Кабрепен
Кабрепен (фр. Cabrespine) насеље је и општина у јужној Француској у региону Лангдок-Русијон, у департману Од која припада префектури Каркасон.
По подацима из 2011. године у општини је живело 175 становника, а густина насељености је износила 9,97 становника/km². Општина се простире на површини од 17,56 km². Налази се на средњој надморској висини од 309 метара (максималној 943 m, а минималној 275 m).

## Демографија
| 1962. | 1968. | 1975. | 1982. | 1990. | 1999. | 2011. |
| ----- | ----- | ----- | ----- | ----- | ----- | ----- |
| 182   | 190   | 218   | 192   | 193   | 196   | 175   |

График промене броја становника у току последњих година